# اریک فریر گومز
اریک فریر گومز (به پرتغالی: Eric Freire Gomes) مهاجم اهل برزیل است که در شهر Barreiros و در تاریخ ۲۲ سپتامبر ۱۹۷۲ به دنیا آمده‌است.
اریک فریر گومز در تیم‌های فوتبال Guarani سابقهٔ حضور دارد.